# The Singles (album The Clash 2007)
The Singles – kompilacja nagrań zespołu The Clash z lat 1977–1985, wydana 4 czerwca 2007 przez wytwórnię Sony BMG.

## Lista utworów
1. „London Calling” (z płyty London Calling)
2. „Rock the Casbah” (z płyty Combat Rock)
3. „Should I Stay or Should I Go” (z płyty Combat Rock)
4. „I Fought the Law” (z płyty The Clash (U.S.))
5. „(White Man) In Hammersmith Palais” (z płyty The Clash (U.S.))
6. „The Magnificent Seven” (z płyty Sandinista!)
7. „Bankrobber” (z płyty Black Market Clash)
8. „The Call Up” (z płyty Sandinista!)
9. „Complete Control” (z płyty The Clash (U.S.))
10. „White Riot” (z płyty The Clash (U.K.))
11. „Remote Control” (z płyty The Clash (U.K.))
12. „Tommy Gun” (z płyty Give ’Em Enough Rope)
13. „Clash City Rockers” (z płyty The Clash (U.S.))
14. „English Civil War” (z płyty Give ’Em Enough Rope)
15. „Hitsville UK” (z płyty Sandinista!)
16. „Know Your Rights” (z płyty Combat Rock)
17. „This Is England” (z płyty Cut the Crap)
18. „This Is Radio Clash” (z singla This Is Radio Clash)
19. „Train in Vain” (z płyty London Calling)
20. „Groovy Times” (z płyty The Cost of Living)